# L.E.J
A L.E.J egy trió (Lucie, Élisa és Juliette rövidítése), melyben három francia lány játszik.

## Története
Lucie Lebrun énekes, szaxofonos, Élisa Paris énekes, ütőhangszeres, és Juliette Saumagne csellós, gyerekkori barátok, akik együtt nőttek fel Saint-Denisben, s szenvedélyük mindig is a zene volt. 2013 őszén úgy döntöttek, létrehoznak egy együttest. 2016-ban Franciaországban turnéztak.

## Diszkográfia

### Kislemezek
| Év   | Cím               |
| ---- | ----------------- |
| 2015 | Hanging Tree      |
| 2015 | Hip Hop Mash Up   |
| 2015 | Seine-Saint-Denis |
| 2015 | Summer 2014       |
| 2015 | Summer 2015       |
| 2016 | Summer 2016       |

### Album
| Év   | Cím                  |
| ---- | -------------------- |
| 2015 | En attendant l'album |

## Fordítás
- Ez a szócikk részben vagy egészben  a   L.E.J című francia Wikipédia-szócikk fordításán alapul.  Az eredeti cikk szerkesztőit annak laptörténete sorolja fel. Ez a jelzés csupán a megfogalmazás eredetét és a szerzői jogokat jelzi, nem szolgál a cikkben szereplő információk forrásmegjelöléseként.